# Roepera tesquorum
Roepera tesquorum är en pockenholtsväxtart som först beskrevs av John McConnell Black, och fick sitt nu gällande namn av Beier & Thulin. Roepera tesquorum ingår i släktet Roepera och familjen pockenholtsväxter. Inga underarter finns listade i Catalogue of Life.